# Arthur Hoyle
Arthur „Art“ Hoyle (* 9. September 1929 in Corinth, Mississippi; † 4. Juni 2020) war ein US-amerikanischer Jazz- und Studiomusiker (Trompete, Kornett und Flügelhorn).

## Leben und Wirken
Arthur Hoyle wuchs in Oklahoma auf und begann mit acht Jahren mit dem Trompetenspiel.  Zu Beginn seiner Musikerkarriere spielte er als Jugendlicher in Clubs und Tanzsälen in Gary (Indiana). Nach Ableistung des Militärdienstes bei der US Air Force wurde er in Chicago 1955 Mitglied des Sun Ra Arkestra, als Solist ist er auf dessen frühen Alben Super-Sonic Jazz, Sound of Joy, Angels & Demons at Play/The Nubians of Plutonia oder Visits Planet Earth zu hören.
Von 1957 bis 1960 ging er weltweit mit dem Lionel Hampton Orchestra auf Tour. Danach arbeitete er bei Lloyd Price, Red Saunders und 1962–64 im CBS-Studio-Orchester. Dabei wirkte er neben Film- und TV-Soundtracks bei Aufnahmen u. a. von Sarah Vaughan, Ella Fitzgerald, Tony Bennett, Lena Horne, Peggy Lee, Quincy Jones, Henry Mancini, Louie Bellson, Oliver Nelson (Fantabulous, 1964), Joe Williams, Nelson Riddle, Billy Stewart, Herb Lance und Gene Ammons. In den folgenden Jahren war er vorwiegend als Studiomusiker tätig, so für die R&B-Formation The Chi-Lites.
Daneben unterrichtete er am Musikkonservatorium des Chicago College of Performing Arts. 1973 gehörte er u. a. mit Rufus Reid, Bobby Lewis und Jerry Coleman der Formation The Formfront an, mit der das Album Incantation entstand. Von den 1970er- bis 90er-Jahre spielte er u. a. mit Shirley Scott, Oscar Brown, Jr., Ramsey Lewis, Don Bennett und Harold Ousley.
2000 trat er mit Sir Charles Thompson auf (Robbins’ Nest: Live at the Jazz Showcase). 2007 trat er beim Abschiedskonzert von Franz Jackson (Milestone) auf; 2010 spielte er als Gastsolist in Mike Reeds Band People, Places & Things (Stories and Negotiations) Noch 2019 nahm er am Chicago Jazz Festival an einer Podiumsdiskussion über Sun Ra teil.